# Harry Potter și Ordinul Phoenix (joc video)
Harry Potter și Ordinul Phoenix este un joc video și pe calculator, bazat pe a cincea carte din seria Harry Potter a scriitoarei J. K. Rowling și pe filmul realizat după carte, pentru platformele Microsoft Windows, PlayStation 2, PlayStation 3, Xbox 360, PSP, Nintendo DS, Wii, Game Boy Advance și Mac OS X. Jocul a fost lansat pe piață la 25 iunie 2008 în Statele Unite, 28 iunie 2008 în Australia și pe 29 iunie în Regatul Unit și în restul Europei pentru PlayStation 3, PSP, PlayStation 2, Windows și pe 3 iulie pentru celelalte platforme.
Tema jocului este explorarea școlii Hogwarts și urmarea poveștii din carte și film. EA a încurajat participarea fanilor seriei la dezvoltarea jocului și a lucrat împreună cu un consiliu al acestora. Totuși, spre deosebire de jocurile anterioare, cum ar fi Goblet of Fire, de această dată aventura este în stilul unui joc sandbox. Ca și seriile Grand Theft Auto și Bully, prin aceea că Hogwarts este complet explorabil majoritatea timpului, și prin aceea că există „puncte de descoperire” care aduc jucătorului recompense, ce pot fi activate completând misiuni secundare. Mai mult, există lupte între diferite grupuri de studenți, așa cum se arată în trailer.